# Каттелан, Алессандро
Алессандро Каттелан (итал. Alessandro Cattelan; род. 11 мая 1980, Тортона, Пьемонт) — итальянский теле- и радиоведущий, наиболее известный как ведущий итальянского версии программы Total Request Live на канале MTV Italia и программы Le Iene на телеканале Italia 1. С 2011 по 2020 год Каттелан также вёл итальянскую версию шоу The X Factor.
В 2018-19 годах Каттелан вёл итальянское шоу E poi c'è Cattelan (EPCC), выходящее на Sky Uno. Он также был выдвинут в качестве возможного кандидата на проведение музыкального фестиваля Сан-Ремо 2020 года, и был одним из трёх ведущих конкурса «Евровидение-2022» наряду с Лаурой Паузини и Микой
Он родился и вырос в Тортоне, в провинции Алессандрия, в семье из Сан-Дона-ди-Пьяве (Венеция). На телевидении дебютировал в 1987 году в качестве члена жюри 30-го выпуска фестиваля детской песни Zecchino d’Oro. В апреле 2014 года он женился на швейцарской модели Людовике Зауэр, у пары родились дочери Нина (2012) и Оливия (2016).